# Дада Мешаљић
Џенада Дада Мешаљић (28. април 1997, Тузла) босанскохерцеговачка је певачица.
Рођена је у Тузли, а одрасла у Сребренику. Била је бебиситерка. Учествовала је на музичким такмичењима укључујући Звијезда можеш бити ти, Валентино звијезде и Звезде Гранда. Популарност је стекла учешћем у Звездама Гранда, иако не стиже до финала. Бивши супруг Јасмин је преварио док је била трудна са ћерком Мерјем, те је убрзо уследио развод.

## Дискографија

### Синглови
- Сахара (2019)
- Неудате (2023)
- Пиши пропало (2024)

### Обраде
- Љубав у доба кокаина (2019)
- Змај (2020)
- Не могу те вољети (2022)
- Зашто ниси остао дијете (2022)